# Браун, Пётр Александрович
Пётр Александрович Браун (5 апреля 1943, Новокаширск Московской области — 27 декабря 2020) — советский и российский физик, доктор физико-математических наук, профессор.

## Биография
Родился 5 апреля 1943 года в Новокаширске Московской области. В 1965 году с отличием окончил кафедру теоретической физики физического факультета Ленинградского государственного университета имени А. А. Жданова. В 1966—1968 годах учился в аспирантуре кафедры квантовой механики. Кандидатская диссертация П. А. Брауна, защищённая в 1971 году под руководством Т. К. Ребане, была посвящена вариационным принципам для физических характеристик атомов и молекул. После окончания аспирантуры оставлен на кафедре квантовой механики, где занимал должности ассистента, старшего научного сотрудника (до 1991 г.), ведущего научного сотрудника и, наконец, с 1992 по 2005 гг. — профессора. Затем перешёл на должность ведущего научного сотрудника Теоретического отдела НИИФ, так как с января 2001 года много времени стал проводить в Германии, где у него завязалось плодотворное научное сотрудничество с учёными из Университета Дуйсбурга — Эссена. Окончательно покинул СПбГУ в 2015 году, но обязательно приходил на кафедру и участвовал в научных семинарах всякий раз, когда приезжал в Санкт-Петербург.
В аспирантуре и после её окончания исследовал вариационные принципы для таких характеристик, как поляризуемость, вероятность возбуждения, матричные элементы отдельных переходов. Постепенно стал признанным специалистом по колебательному магнетизму молекул. Важным вкладом в молекулярную физику является также созданная П. А. Брауном теория вращательных уровней асимметричного волчка. В последующие годы Пётр Александрович уделял большое внимание изучению ридберговских состояний атомов во внешних электрическом и магнитном полях различной ориентации. Его работы в этой области получили мировую известность. Здесь им был предсказан целый ряд новых эффектов, которые затем были экспериментально обнаружены в лабораториях Франции и США. В процессе этой работы создал новый теоретический метод — дискретное квазиклассическое приближение, которое позволяет единым образом рассматривать широкий класс задач, гамильтониан которых представим в виде трёхдиагональной матрицы с медленно меняющимися матричными элементами. Новые полуклассические методы расчёта свойств атомов и молекул во внешних полях стали темой докторской диссертации П. А. Брауна, которую он защитил в 1983 г. Итогом кропотливой и тщательной работы явился детально проработанный формализм, позволивший решить ряд важных физических задач и получивший высокую оценку научного сообщества, подтверждением чему служит обзор П. А. Брауна, опубликованный в 1993 г. в престижном журнале Reviews of Modern Physics. В последние годы научные интересы П. А. Брауна сместились в очень интересную и сложную область квантового хаоса. Соавторами многих его работ в этой области были коллеги из Университета Дуйсбурга — Эссена (Германия), куда в конечном итоге Пётр Александрович окончательно перешёл на работу. Работы П. А. Брауна этого периода посвящены исследованиям энергетического спектра классически неинтегрируемых систем. В этих задачах он также использовал полуклассические методы и получил важные результаты, в частности, в теории спиновых цепочек.
Область научный деятельности — теория атомов и молекул, квазиклассическое приближение, квантовый хаос.
На физическом факультете СПбГУ читал общий курс теоретической механики, а для студентов кафедры квантовой механики — специализированные курсы «Теория молекул» и «Теория атомов и молекул во внешних полях».
Умер 27 декабря 2020 года после скоротечной тяжёлой болезни.

### Семья
- Отец — Александр Давидович Браун, окончил Ленинградский медицинский институт, заведующий лабораторией Института цитологии Академии наук СССР[2].
- Брат — М. А. Браун, физик-теоретик, доктор физико-математических наук, профессор, профессор кафедры физики высоких энергий и элементарных частиц физического факультета СПбГУ.

### Избранные работы
- Браун П. А., Ребане Т. К. Единая теория молекулярного гиромагнетизма // Оптика и спектроскопия. — 1996. Т. 81. — № 6. — С. 906—911.
- Браун П. А., Володичева М. И., Ребане Т. К. Анализ электронного вклада в колебательный магнитный момент молекулы // Оптика и спектроскопия. — 1995. Т. 78. — № 3. — С. 414—421.
- Браун П. А., Володичева М. И., Ребане Т. К. Расчет колебательного g-фактора молекулы H2 // Оптика и спектроскопия. — 1992. Т. 73. — № 6. — С. 1097—1106.
- Браун П. А., Володичева М. И., Ребане Т. К. Влияние колебаний ядерного остова на величину и знак вращательного g-фактора молекулы с замкнутой оболочкой // Оптика и спектроскопия. — 1988. Т. 65. — № 2. — С. 306—310.
- Браун П. А., Ребане Т. К. О пересечении термов вспомогательного гамильтонина в расчётах нижних границ уровней энергии квантовомеханических систем // Теоретическая и экспериментальная химия. — 1988. Т. 24. — № 5. — С. 513—519.
- Браун П. А., Ребане Т. К., Семакова О. И. Уточнённый расчёт магнитной восприимчивости и поляризуемости молекулы ВН на различных колебательных уровнях основного электронного состояния // Теоретическая и экспериментальная химия. — 1987. Т. 23. — № 1. — С. 83—96.
- Браун П. А., Володичева М. И., Ребане Т. К. Изменение характера восприимчивости диамагнитной молекулы при её колебательном возбуждении // Теоретическая и экспериментальная химия. — 1985. Т. 21. — № 1. — С. 82—84.
- Семакова О. И., Браун П. А., Ребане Т. К. О двух способах расчёта колебательной зависимости поляризуемости и родственных физических величин // Оптика и спектроскопия. — 1984. Т. 56. — № 2. — С. 379—381.
- Браун П. А., Киселёв А. А. Введение в теорию молекулярных спектров: Учебное пособие / Под ред. проф. М. О. Буланина. — Л.: Изд-во ЛГУ, 1983. — 232 с.
- Андреев В. М., Браун П. А., Ребане Т. К. Колебательный магнитный момент молекулы в модели потенциалов нулевого радиуса // Химическая физика. — 1983. Т. 2. — № 2. — С. 147—155.
- Браун П. А., Ребане Т. К., Семакова О. И. О зависимости магнитной восприимчивости молекулы BH от колебательного состояния // Теоретическая и экспериментальная химия. — 1983. Т. 19. — № 2. — С. 131—136.
- Браун П. А., Ребане Т. К. Полуклассическая теория молекулярного гиромагнетизма // Химическая физика. — 1982. Т. 1. — № 4. — С. 447—456.
- Браун П. А. Дискретный квазиклассический метод в задачах квантовой механики молекул // Вопросы квантовой теории атомов и молекул. Вып. 2. — Л.: Изд-во ЛГУ, 1981. — С. 240—252.
- Браун П. А., Ребане Т. К. К теории колебательного g-фактора линейной трёхатомной молекулы // Оптика и спектроскопия. — 1981. Т. 51. — Вып. 1. — С. 99—104.
- Браун П. А., Киселёв А. А., Ребане Т. К. О вкладе колебаний в магнитный момент молекул типа симметрического волчка // ЖЭТФ. — 1981. Т. 80. — № 6. — С. 2163—2174.
- Браун П. А., Ребане Т. К. Полуэмпирический метод приближенного расчёта g-фактора // Оптика и спектроскопия. — 1981. Т. 51. — № 4. — С. 621—626.
- Браун П. А., Ребане Т. К. Ещё раз о правиле сумм // Теоретическая и экспериментальная химия.— 1980. Т. 16. — № 4. — С. 573—574.
- Браун П. А. Квазиэнергии ангармонического осциллятора при параметрическом резонансе // Теоретическая и математическая физика. — 1979. Т. 41. — № 3. — С. 336—345.
- Браун П. А., Ребане Т. К. Вариационные границы для мнимочастотной поляризуемости и родственных физических величин // Вопросы квантовой теории атомов и молекул. Вып. 1. — Л.: Изд-во ЛГУ, 1978. — С. 143—156.
- Браун П. А., Ребане Т. К. Выполнение правила сумм как критерий градиентной инвариантности // Теоретическая и экспериментальная химия. — 1978. Т. 14. — № 6. — С. 732—737.
- Браун П. А. Метод ВКБ для трёхчленных рекуррентных соотношений и квазиэнергии ангармонического осциллятора // Теоретическая и математическая физика. — 1978. Т. 37. — № 3. — С. 355—369.
- Браун П. А., Веселов М. Г., Ребане Т. К. К теории диссоциации двухатомных молекул под влиянием импульса отдачи гамма-кванта // Теоретическая и экспериментальная химия. — 1975. Т. 11. — № 1. — С. 10—15.
- Бpаун П. А., Ребане Т. К. Ваpиационная веpхняя гpаница веpоятности пеpехода // Оптика и спектроскопия. — 1969. Т. 27. — № 6. — С. 891—895 (1969).
- Бpаун П. А., Т. К. Ребане Т. К. Дефинитные вариационные принципы для различных физических величин. II. Ваpиационные пpинципы для квадpата модуля матpичного элемента // Теоретическая и экспериментальная химия. 1968. Т. 4. — № 1. — С. 22—28.
- Бpаун П. А., Ребане Т. К. Вариационные принципы для верхней и нижней границы поляризуемости, вероятностей двухфотонных пpоцессов и попpавок пеpвого поpядка теоpии возмущений к матpичным элементам // Оптика и спектроскопия. 1967. Т. 22. — № 3. — С. 506—508.
- Бpаун П. А., Ребане Т. К. Дефинитные вариационные принципы для различных физических величин. I. Экстpемальные свойства функционалов, билинейных относительно гамильтониана. Дефинитные ваpиационные пpинципы для поляpизуемости и pодственных величин // Теоретическая и экспериментальная химия. — 1967. Т. 3. — № 6. — С. 786—792.
- Ребане Т. К., Бpаун П. А. Замечание о масштабном пpеобpазовании уpавнения Шpедингеpа // Вестник ЛГУ. Серия физики и химии. — 1967. — Вып. 10. — С. 28—33.
- P. A. Braun, T. K. Rebane, K. Ruud. Vibrational magnetism of HCN and its isotopomers using rotational London atomic orbitals // Chemical Physics 208, № 2, p. 341—349 (1996).
- P. A. Braun, A. O. Mitruschenkov, T. K. Rebane. Vibrational magnetism of highly symmetric molecules // Chemical Physics 173, № 1, p. 71-77 (1993).
- P. A. Braun and T. K. Rebane. Optimal gauge in approximate calculations of molecular magnetic properties // Chemical physics Letters 49, № 1, с. 165—167 (1977).
- P. A. Braun and T. K. Rebane. Variational bounds for imaginary frequency polarizability and dispersion interaction constants // Int. J. Quantum Chemistry 6, № 4, p. 639—646 (1972).
- T. K. Rebane and P. A. Braun. Variational lower bound for the polarizability of the ground state // Int. J. Quantum Chemistry 3, № 6, p. 1061—1064 (1969).
- P. A. Braun, T. K. Rebane. Improved variational bound for the overlap // Int. J. Quantum Chemistry 3, № 6, p. 1058—1061 (1969).